# Битка код Бреста (1596)
Битка код Бреста вођена је 19. септембра 1596. године између турске и хрватске војске. Део је Дугог рата, а завршена је победом хрватске војске.

## Битка
Трупе Хафиз Ахмед-паше, појачане трупама босанског беглербега Ходаберија, опседају 10. септембра Петрињу. На левој обали Купе, код Бреста, сакупило се 19. септембра 5-6.000 војника под баном Иваном Драшковићем и крајишким пуковницима Јоханом Херберштајном и Јурајем Ленковићем. Увидевши да су преслаби за прелажење добро брањене Купе, они крећу ка Сиску у намери да ту пређу реку и крену у деблокаду Петриње. Турци су овај покрет схватили као повлачење. Босански беглербег са одредом прелази Купу и креће у гоњење. Хрватске трупе су се окренуле и разбиле га после кратке борбе. Пораз је деморалисао Турке који су истог дана подигли опсаду и кренули да се повлаче.